# Randers Sportsklub Freja
Randers Sportsklub Freja, grundad 1898, är en idrottsklubb i Randers i Danmark. Klubben har sektioner inom fotboll, handboll, friidrott och bordtennis.
Freja har varit mest framgångsrik med sin fotbollssektion, som vunnit danska cupen vid tre tillfällen. Klubben gick även till kvartsfinal i Cupvinnarcupen 1968/1969, men blev där utslagen av västtyska Köln som vann med 5–1 över två matcher. 2003 bildade Freja tillsammans med fem andra klubbar i Randers den nya fotbollsklubben Randers FC, efter att Freja haft både sportsliga och ekonomiska svårigheter sedan 1990-talet. Freja har dock fortfarande en egen fotbollssektion som fungerar som reservlag till Randers FC.

## Meriter

### Fotboll
- Danska cupen (3): 1966/1967, 1967/1968, 1972/1973